# Pai Mei
Pai Mei is een legendarische figuur uit Chinese folklore, waarschijnlijk licht gebaseerd op een werkelijke historische figuur. Hij is tegenwoordig vooral bekend uit kungfufilms, zoals Executioners from Shaolin (1977), Abbot of Shaolin (1979), Clan of the White Lotus (1980) en Kill Bill: Vol. 2 (2004). Zijn naam betekent 'witte wenkbrauwen'. Meestal wordt hij als schurk opgevoerd.